# Liste der Monuments historiques in Les Mesnuls
Die Liste der Monuments historiques in Les Mesnuls führt die Monuments historiques in der französischen Gemeinde Les Mesnuls auf.

## Liste der Bauwerke
| Bezeichnung | Beschreibung | Standort | Kennzeichnung | Schutzstatus   | Datum     | Bild |
| ----------- | ------------ | -------- | ------------- | -------------- | --------- | ---- |
| Schloss     |              | (Lage)   | PA00087537    | Inscrit Classé | 1945 1975 |      |